# Серж Фаґе
Серж Фаґе (нар. 4 липня 1985) — російський інтернет-підприємець у Кремнієвій долині та Росії, засновник Tokbox, компанії відеозв'язку PaaS; російської туристичної інтернет-компанії Ostrovok.ru та застосунку зі створення емодзі Mirror AI.

## Походження та навчання
Сергій Фаґе народився 1985 року в Новосибірську, але ще в дитинстві з батьками, які займалися наукою, переїхав до Західної Європи. У 13-річному віці він переїхав до Англії, де навчався у Вінчестерському коледжі. У цій школі Сергій Фаґе зайнявся першим бізнесом — купував на eBay речі із заниженою вартістю, рекламував їх і перепродував дорожче. Після закінчення школи переїхав до США, де здобув освітній ступінь бакалавра в Корнелльському університеті та влаштувався до Google. Потім навчався у Стенфордській вищій школі бізнесу, яку покинув у 21-річному віці, переключившись на першому році навчання з однокурсником на створення відеочату Tokbox. Вони намагалися створити відеосервіс для обміну інформацією та спілкування через браузер без реєстрації облікового запису.

## Кар'єра
У 22-річному віці Сергій Фаґе заснував Tokbox і залучив в 2007 році 4,5 мільйона доларів США від Sequoia Capital, засновника YouTube Джаведа Каріма та професора інформатики Стенфордського університету Раджива Мотвані . Пізніше він залишив компанію через розбіжності між акціонерами. У 2012 році компанію придбала Telefónica .
У 2011 році Фаге разом з Кирилом Махаринським заснував Ostrovok.ru, компанію онлайн-бронювання готелів для російського ринку. Пропрацювавши 6,5 років він узимку 2016 року покинув посаду генерального директора, зберігши значну частку акцій та посади в раді директорів.
Відразу після відходу з Ostrovok.ru Фаґе запустив Mirror AI, мобільний додаток, який використовує комп'ютерний зір для створення персоналізованих емодзі.

## Біохакінг
Фаґе написав кілька дописів про свій досвід біохакінгу, у яких він стверджував, що став «спокійнішим, екстравертним, здоровішим та щасливішим». Він розповідає про широко визнані практики, такі як періодичне голодування та інтервальні тренування; а також суперечливі практики, такі як широкомасштабне тестування біомаркерів, використання ліків, що відпускаються за рецептом, без відповідності медичним критеріям, і використання заборонених наркотиків. Фаге приймає антидепресанти та статини, незважаючи на те, що ніколи не страждав від депресії та не ризикував серцевими захворюваннями. Він вважає, що прийом антидепресантів захистить його від негативних емоцій.
Використовуючи особистий досвід, біохакер Фаге придумав і запустив стартап Curiosity. Це група біологічних компаній, яка шукає способи аналізувати великий обсяг даних про людську кров і приймати на основі цього рішення для медицини та страхування. Серед інвесторів — венчурні фонди Fifty Years, Formic Ventures та HOF Capital.
26 серпня 2021 року Серж Фаґе був затриманий в московському аеропорту Домодєдово за перевезення амфетаміну та ЛСД. Стосовно нього було порушено кримінальну справу за ч. 3 ст. 229.1 Кримінального кодексу РФ, а судом обрано запобіжний захід — взяття під варту на 30 діб. Його звільнили з-під варти наприкінці вересня 2021 року.